# Venecijanski geto
Venecijanski geto bio je dio grada Venecije koji su 29. ožujka 1516. godine vlasti Mletačke Republike, Vijeće umoljenih i dužd Leonardo Loredan dodijelile Židovima  kao područje grada u kojem su morali stanovati. Nazvali su ga Geto (tal. Ghetto, na venecijanskom dijalektu Ghèto).
To nije bio prvi put da su Židovi u Veneciji bili prisiljeni živjeti u odvojenom dijelu grada. Godine 1555. Venecija je imala 160 208 stanovnika, uključujući 923 Židova koji su uglavnom bili trgovci.
Godine 1797. Francuska vojska u Italiji pod vodstvom je dvadesetosmogodišnjeg generala Napoleona Bonapartea okupirala Veneciju, prisilila Mletačku Republiku da se raspusti 12. svibnja 1797. i okončala odvajanje geta od grada 11. srpnja iste godine. U 19. stoljeću geto je preimenovan u Contrada dell'unione.
Današnji pojam geto za područje nekog grada u kojem živi diskriminirano stanovništvo dobio je naziv venecijanskom Getu, čiji su primjer kroz povijest preuzeli i drugi gradovi.